# Канская ТЭЦ
Канская ТЭЦ — теплоэлектроцентраль, расположенная в городе Канске Красноярского края. ОАО «Канская ТЭЦ» входит в группу «Сибирская генерирующая компания».

## История
Решение о строительстве Канской ТЭЦ было принято Министерством легкой промышленности СССР в мае 1950 года. Первоначально станция строилась как энергетический цех  хлопчатобумажного комбината. Запуск ТЭЦ состоялся 18 октября 1953 год. В этот день на ТЭЦ были поставлены под промышленную нагрузку турбогенератор и котёл.
В 1959 году ТЭЦ выделилась в самостоятельное энергетическое предприятие.

## Современное состояние
Сегодня Канская ТЭЦ является основным источником теплоснабжения города Канска и снабжает энергопродукцией более 80 % населения города, а также промышленные предприятия.
Оборудование станции включает семь котлов и три турбины.
Электростанция может работать как в конденсационном режиме, так и в режиме комбинированной выработки тепла и электроэнергии. В качестве основного топлива используется уголь Бородинского разреза, расположенного в 81 км от станции.
В 2015 году Канская ТЭЦ выработала - 109 млн кВт-ч электрической энергии и 559 тыс Гкал тепловой энергии. 